# AKB48
AKB48 je japonska idolska skupina, ustanovljena leta 2006, ki je dobila ime po soseki Akihabara (kratko Akiba) v Tokiu. Skoraj vsak imajo koncerte v svojem gledališču , kjer se nahaja sedež skupine. Producent AKB48, Jasuši Akimoto, je želel ustanoviti dekliško skupino z lastnim gledališčem in vsakodnevnimi nastopi, da bi jih oboževalci lahko vedno videli v živo (kar pa ne velja za običajne pop skupine, ki občasno občasno koncertirajo in jih vidijo na televiziji). Ta koncept "idoli, ki jih lahko srečate" vključuje ekipe, ki lahko izmenjujejo nastope in nastopajo hkrati na več dogodkih in dogodkih "stiskanja rok", kjer lahko oboževalci srečajo člane skupine. Akimoto je razširil koncept AKB48 na več dekliških skupin na Kitajskem, Japonskem, v Indiji, Indoneziji, na Tajskem, na Tajvanu, na Filipinih in v Vietnamu.
AKB48 so označeni kot družbeni fenomen. So med najbolj zaslužnimi glasbenimi skupinami na Japonskem in peta najbolje prodajana dekliška skupina na svetu. Na primer, njihova prodaja plošč in DVD/Blu-ray izdaj je leta 2012 dosegla 226 milijonov dolarjev, s čimer je skupina zasedla prvo mesto na lestvici izvajalcev za leto 2012. Od aprila 2019 je skupina prodala več kot 60 milijonov plošč, vključno z več kot 6 milijoni albumov. Vsaj 35 singlov AKB48 se je uvrstilo na prvo mesto na lestvici Oricon Weekly Singles Chart, pri čemer je bilo najmanj 30 singlov prodanih v več kot milijon izvodov vsakega, zaradi česar je skupina najbolj prodajana glasbena skupina na Japonskem glede na prodane singlove. Njihov najbolj prodajan singel "Teacher Teacher" je bil v letu 2018 po podatkih Billboard/Soundscan prodan več kot 3 milijone. Med letoma 2010 in 2020 so singli AKB48 zasedli vsaj dve prvi mesti na Oricon Yearly Singles Chart. AKB48 je od leta 2010 vključena v Guinnessovo knjigo rekordov kot »največja pop skupina« na svetu.Od tega zdaj potujejo in pojejo že 12 let.

## Članice

#### Team A
»Ekipa A« (jap.: チームA, Či:mu E:)
Kapetan: Minami Takahaši
- Misaki Ivasa (jap.: 岩佐 美咲, romadži: Misaki Iwasa, * 30. januar 1995, prefektura Čiba)
- Aika Ota (jap.: 多田 愛佳, romadži: Aika Ōta, * 8. december 1994, prefektura Saitama)
- Šizuka Oja (jap.: 大家 志津香, romadži: Shizuka Ōya, * 28. december 1991, prefektura Fukuoka)
- Haruka Katajama (jap.: 片山 陽加, romadži: Haruka Katayama, * 10. maj 1990, prefektura Aiči)
- Asuka Kuramoči (jap.: 倉持 明日香, romadži: Asuka Kuramochi, * 11. september 1989, prefektura Kanagava)
- Haruna Kodžima (jap.: 小嶋 陽菜, romadži: Haruna Kojima, * 19. april  1988, prefektura Saitama)
- Rino Sašihara (jap.: 指原 莉乃, romadži: Rino Sashihara, * 21 november 1992, prefektura Oita)
- Mariko Šinoda (jap.: 篠田 麻里子, romadži: Mariko Shinoda, * 11. marec 1986, prefektura Fukuoka)
- Aki Takadžo (jap.: 高城 亜樹, romadži: Aki Takajō , * 3. oktober 1991, Tokio)
- Minami Takahaši (jap.: 高橋 みなみ, romadži: Minami Takahashi, * 8. april  1991, Tokio)
- Haruka Nakagava (jap.: 仲川 遥香, romadži: Haruka Nakagawa, * 10. februar 1992, Tokio)
- Čisato Nakata (jap.: 中田 ちさと, romadži: Chisato Nakata, * 8. oktober 1990, prefektura Saitama)
- Sajaka Nakaja (jap.: 仲谷 明香, romadži: Sayaka Nakaya, * 15. oktober 1991, prefektura Ivate)
- Acuko Maeda (jap.: 前田 敦子, romadži: Atsuko Maeda, * 10. julij 1991, prefektura Čiba)
- Ami Maeda (jap.: 前田 亜美, romadži: Ami Maeda, * 1. junij 1995, Tokio)
- Nacumi Macubara (jap.: 松原 夏海, romadži: Natsumi Matsubara, * 19. junij 1990, prefektura Fukuoka)

#### Team K
»Ekipa K« (jap.: チームK, Či:mu Ke:)
Kapetan: Sajaka Akimoto
- Sajaka Akimoto (jap.: 秋元 才加, romadži: Sayaka Akimoto, * 26. julij 1988, prefektura Čiba)
- Tomomi Itano (jap.: 板野 友美, romadži: Tomomi Itano, * 3. julij 1991, prefektura Kanagava)
- Majumi Učida (jap.: 内田 眞由美, romadži: Mayumi Uchida, * 27. december 1993, Tokio)
- Ajaka Umeda (jap.: 梅田 彩佳, romadži: Ayaka Umeda, * 3. januar 1989, prefektura Fukuoka)
- Juko Ošima (jap.: 大島 優子, romadži: Yūko Ōshima, * 17. oktober 1988, prefektura Točigi)
- Ajaka Kikuči (jap.: 菊地 あやか, romadži: Ayaka Kikuchi, * 30. junij 1993, Tokio)
- Miku Tanabe (jap.: 田名部 生来, romadži: Miku Tanabe, * 2. december 1992, prefektura Šiga)
- Tomomi Nakacuka (jap.: 中塚 智実, romadži: Tomomi Nakatsuka, * 18. junij 1993, prefektura Saitama)
- Moeno Nito (jap.: 仁藤 萌乃, romadži: Moeno Nitō, * 22. julij 1992, Tokio)
- Misato Nonaka (jap.: 野中 美郷, romadži: Misato Nonaka, * 20. april  1991, prefektura Fukuoka)
- Reina Fudžie (jap.: 藤江 れいな, romadži: Reina Fujie, * 1. februar 1994, prefektura Čiba)
- Sakiko Macui (jap.: 松井 咲子, romadži: Sakiko Matsui, * 10. december 1990, prefektura Saitama)
- Minami Minegiši (jap.: 峯岸 みなみ, romadži: Minami Minegishi, * 15 november 1992, Tokio)
- Sae Mijazava (jap.: 宮澤 佐江, romadži: Sae Miyazawa, * 13. avgust 1990, Tokio)
- Jui Jokojama (jap.: 横山 由依, romadži: Yui Yokoyama, * 8. december 1992, prefektura Kjoto)
- Rumi Jonezava (jap.: 米沢 瑠美, romadži: Rumi Yonezawa, * 6. junij 1991, prefektura Saitama)

#### Team B
»Ekipa B« (jap.: [チームB] Napaka: {{Jezik}}: neveljaven parameter: |3= (pomoč))
Kapetan: Juki Kašivagi
- Haruka Išida (jap.: 石田 晴香, romadži: Haruka Ishida, * 2. december 1993, prefektura Saitama)
- Tomomi Kasai (jap.: 河西 智美, romadži: Tomomi Kasai, * 16 november 1991, Tokio)
- Juki Kašivagi (jap.: 柏木 由紀, romadži: Yuki Kashiwagi, * 15. julij 1991, prefektura Kagošima)
- Rie Kitahara (jap.: 北原 里英, romadži: Rie Kitahara, * 24. junij 1991, prefektura Aiči)
- Kana Kobajaši (jap.: 小林 香菜, romadži: Kana Kobayashi, * 17. maj 1991, prefektura Saitama)
- Mika Komori (jap.: 小森 美果, romadži: Mika Komori, * 19. julij 1994, prefektura Aiči)
- Amina Sato (jap.: 佐藤 亜美菜, romadži: Amina Satō, * 16. oktober 1990, Tokio)
- Sumire Sato (jap.: 佐藤 すみれ, romadži: Sumire Satō, * 20 november 1993, prefektura Saitama)
- Nacuki Sato (jap.: 佐藤 夏希, romadži: Natsuki Satō, * 1. julij 1990, Saporo, Hokaido)
- Šihori Suzuki (jap.: 鈴木 紫帆里, romadži: Shihori Suzuki, * 17. februar 1994, prefektura Kanagava)
- Marija Suzuki (jap.: 鈴木 まりや, romadži: Mariya Suzuki, * 29. april  1991, prefektura Saitama)
- Rina Čikano (jap.: 近野 莉菜, romadži: Rina Chikano, * 23. april  1993, Tokio)
- Nacumi Hiradžima (jap.: 平嶋 夏海, romadži: Natsumi Hirajima, * 28. maj 1992, Tokio)
- Juka Masuda (jap.: 増田 有華, romadži: Yuka Masuda, * 3. avgust 1991, prefektura Osaka)
- Miho Mijazaki (jap.: 宮崎 美穂, romadži: Miho Miyazaki, * 30. julij 1993, Tokio)
- Maju Vatanabe (jap.: 渡辺 麻友, romadži: Mayu Watanabe, * 26. marec 1994, prefektura Saitama)

#### Team 4
»Ekipa 4« (jap.: チーム4, Či:mu Fo:)
Team 4 je bila ustanovljena 7. junija 2011.
- Maria Abe (jap.: 阿部 マリア, romadži: Maria Abe, * 29 november 1995, prefektura Kanagava)
- Miori Ičikava (jap.: 市川 美織, romadži: Miori Ichikawa, * 12. februar 1994, prefektura Saitama)
- Anna Irijama (jap.: 入山 杏奈, romadži: Anna Iriyama, * 3. december 1995, prefektura Čiba)
- Mina Oba (jap.: 大場 美奈, romadži: Mina Ōba, * 3. april  1992, prefektura Kanagava)
- Haruka Šimazaki (jap.: 島崎 遥香, romadži: Haruka Shimazaki, * 30. marec 1994, prefektura Saitama)
- Haruka Šimada (jap.: 島田 晴香, romadži: Haruka Shimada, * 16. december 1992, prefektura Šizuoka)
- Miju Takeuči (jap.: 竹内 美宥, romadži: Miyu Takeuchi, * 12. januar 1996, Tokio)
- Marija Nagao (jap.: 永尾 まりや, romadži: Mariya Nagao, * 10. marec 1994, prefektura Kanagava)
- Šiori Nakamata (jap.: 仲俣 汐里, romadži: Shiori Nakamata, * 25. julij 1992, Tokio)
- Mariko Nakamura (jap.: 中村 麻里子, romadži: Mariko Nakamura, * 16. december 1993, prefektura Čiba)
- Suzuran Jamauči (jap.: 山内 鈴蘭, romadži: Suzuran Yamauchi, * 8. december 1994, prefektura Čiba)

## Diskografija

### Singli
| Leto | Zaporedna številka | Naslov                                                    | Opombe                                                       | Dosežki na lestvicah        | Dosežki na lestvicah     | Dosežki na lestvicah      | Prodaja (Oricon) |
| Leto | Zaporedna številka | Naslov                                                    | Opombe                                                       | Oricon Weekly Singles Chart | Billboard Japan Hot 100* | RIAJ Digital Track Chart* | Prodaja (Oricon) |
| ---- | ------------------ | --------------------------------------------------------- | ------------------------------------------------------------ | --------------------------- | ------------------------ | ------------------------- | ---------------- |
| 2006 | 1                  | »Sakura no Hanabiratachi« (jap.: 桜の花びらたち)          | Samostojni singli                                            | 10                          |                          |                           | 46 000           |
| 2006 | 2                  | »Skirt, Hirari« (jap.: スカート、ひらり)                  | Samostojni singli                                            | 13                          | 21 000                   |                           |                  |
| 2006 | 1                  | »Aitakatta« (jap.: 会いたかった)                          | Debitanski singl, izdan 25. oktobra 2006 pri DefSTAR Records | 12                          | 32**                     | 51 000                    |                  |
| 2007 | 2                  | »Seifuku ga Jama o Suru« (jap.: 制服が邪魔をする)         |                                                              | 7                           |                          | 22 000                    |                  |
| 2007 | 3                  | »Keibetsu Shiteita Aijō« (jap.: 軽蔑していた愛情)         |                                                              | 8                           | 23 000                   |                           |                  |
| 2007 | 4                  | »BINGO!«                                                  |                                                              | 6                           | 26 000                   |                           |                  |
| 2007 | 5                  | »Boku no Taiyō« (jap.: 僕の太陽)                          |                                                              | 6                           | 29 000                   |                           |                  |
| 2007 | 6                  | »Yūhi o Miteiru ka?« (jap.: 夕陽を見ているか?)            |                                                              | 10                          | 18 000                   |                           |                  |
| 2008 | 7                  | »Romance, Irane« (jap.: ロマンス、イラネ)                 |                                                              | 6                           | 22                       | 23 000                    |                  |
| 2008 | 8                  | »Sakura no Hanabiratachi 2008« (jap.: 桜の花びらたち2008) |                                                              | 10                          | 26                       | 25 000                    |                  |
| 2008 | 9                  | »Baby! Baby! Baby!«                                       | Digitalni singl                                              |                             | ×                        |                           |                  |
| 2008 | 10                 | »Ōgoe Diamond« (jap.: 大声ダイヤモンド)                   | Njihov prvi singl pri King Records                           | 3                           | 13                       | 51**                      | 97 000           |
| 2009 | 11                 | »10nen Zakura« (jap.: 10年桜, Jūnen Zakura)               |                                                              | 3                           | 13                       |                           | 125 000          |
| 2009 | 12                 | »Namida Surprise!« (jap.: 涙サプライズ!)                  |                                                              | 2                           | 5                        | 28                        | 169 000          |
| 2009 | 13                 | »Iiwake Maybe« (jap.: 言い訳Maybe)                        |                                                              | 2                           | 2                        | 11                        | 146 000          |
| 2009 | 14                 | »RIVER«                                                   |                                                              | 1                           | 2                        | 17                        | 261 000          |
| 2010 | 15                 | »Sakura no Shiori« (jap.: 桜の栞)                         |                                                              | 1                           | 1                        | 15                        | 405 000          |
| 2010 | 16                 | »Ponytail to Chouchou« (jap.: ポニーテールとシュシュ)     |                                                              | 1                           | 1                        | 4                         | 734 000          |
| 2010 | 17                 | »Heavy Rotation« (jap.: ヘビーローテーション)             |                                                              | 1                           | 1                        | 1                         | 843 000          |
| 2010 | 18                 | »Beginner«                                                |                                                              | 1                           | 1                        | 2                         | 1 036 000        |
| 2010 | 19                 | »Chance no Junban« (jap.: チャンスの順番)                 |                                                              | 1                           | 1                        | 12                        | 694 000          |
| 2011 | 20                 | »Sakura no Ki ni Narō« (jap.: 桜の木になろう)             |                                                              | 1                           | 1                        | 3                         | 1 078 000        |
| 2011 | —                  | »Dareka no Tame ni ~What can I do for someone?~«          | Digitalni dobrodelni singl                                   |                             | 17                       | 2                         |                  |
| 2011 | 21                 | »Everyday, Kachūsha« (jap.: Everyday、カチューシャ)       |                                                              | 1                           | 1                        | 1                         | 1 571 000        |
| 2011 | 22                 | »Flying Get« (jap.: フライングゲット)                     |                                                              | 1                           | 1                        | 1                         | 1 552 000        |
| 2011 | 23                 | »Kaze wa Fuiteiru« (jap.: 風は吹いている)                 | Izdan 26. oktobra 2011                                       |                             |                          |                           |                  |

*'Lestvica Billboard Japan Hot 100 izhaja od februara 2008, lestvica RIAJ Digital Track Chart izhaja od aprila 2009.

** leta 2010

### Albumi

#### Studijski albumi
| Leto | Zaporedna številka | Album | Dosežek                    | Prodaja (Oricon) | Certifikacija (RIAJ)    |
| Leto | Zaporedna številka | Album | Oricon Weekly Albums Chart | Prodaja (Oricon) | Certifikacija (RIAJ)    |
| ---- | ------------------ | --- | -------------------------- | ---------------- | ----------------------- |
| 2008 | 1                  | Set List ~Greatest Songs 2006–2007~ (jap.: SET LIST～グレイテストソングス 2006-2007～) - Izdan: 1 november 2008 - Album je bil ponovno izdan 14. aprila 2010 pod novim naslovom SET LIST ~Greatest Songs~ Kanzenban (jap.: SET LIST～グレイテストソングス～完全盤) - Založba: DefSTAR Records (DFCL-1429/30 (Limited), DFCL-1431 (Regular), DFCL-1653 (Kanzen)*) | 29 2*                      | 54 000 160 000*  | Platinasta (250 000+)   |
| 2010 | 2                  | Kamikyokutachi (jap.: 神曲たち) - Izdan: 7. april 2010 - Založba: King Records (KIZC-65/6 (Regular), NKCD-6512/3 (Theater)) | 1                          | 534 000          | 2× Platinasta           |
| 2011 | 3                  | Koko ni Ita Koto (jap.: ここにいたこと) - Izdan: 8. junij 2011 - Založba: King Records (KIZC-90117/8 (Limited), KIZC-117/8 (Regular), NKCD-6546 (Theater)) | 1                          | 803 000+         | Milijonska (1 000 000+) |

* ponovna izdaja iz leta 2010

## Videografija

### Videospoti
| No. | Singl                     | Umetnik       | Naslov                                         | Uradni video naYouTubu |
| --- | ------------------------- | ------------- | ---------------------------------------------- | ---------------------- |
| 10  | »Ōgoe Diamond«            | AKB48         | »Ōgoe Diamond«                                 | glej                   |
| 11  | »10nen Zakura«            | AKB48         | »10nen Zakura«                                 | glej                   |
| 12  | »Namida Surprise!«        | AKB48         | »Namida Surprise!«                             | glej                   |
| 13  | »Iiwake Maybe«            | AKB48         | »Iiwake Maybe«                                 | glej                   |
| 13  | »Iiwake Maybe«            | Under Girls   | »Tobenai Agehachō«                             | glej                   |
| 14  | »RIVER«                   | AKB48         | »RIVER«                                        | glej                   |
| 14  | »RIVER«                   | Under Girls   | »Kimi no Koto Suki Dakara«                     | glej                   |
| 14  | »RIVER«                   | Theater Girls | »Hikōkigumo (Theater Girls Ver.)«              | glej                   |
| 15  | »Sakura no Shiori«        | AKB48         | »Sakura no Shiori«                             | glej                   |
| 15  | »Sakura no Shiori«        | AKB48         | »Majisuka Rock 'n' Roll«                       | glej                   |
| 15  | »Sakura no Shiori«        | Team PB       | »Enkyori Poster«                               | glej                   |
| 15  | »Sakura no Shiori«        | Team YJ       | »Choose me!«                                   | glej                   |
| 16  | »Ponytail to Chouchou«    | AKB48         | »Ponytail to Chouchou«                         | glej                   |
| 16  | »Ponytail to Chouchou«    | Under Girls   | »Nusumareta Kuchibiru«                         | glej                   |
| 16  | »Ponytail to Chouchou«    | Theater Girls | »Boku no YELL«                                 | glej                   |
| 16  | »Ponytail to Chouchou«    | AKB48         | »Majijo Teppen Blues«                          | glej                   |
| 17  | »Heavy Rotation«          | AKB48         | »Heavy Rotation«                               | glej                   |
| 17  | »Heavy Rotation«          | Under Girls   | »Namida no Seesaw Game«                        | glej                   |
| 17  | »Heavy Rotation«          | Yasai Sisters | »Yasai Sisters«                                | glej                   |
| 17  | »Heavy Rotation«          | AKB48         | »Lucky Seven«                                  | glej                   |
| 18  | »Beginner«                | AKB48         | »Beginner«                                     | glej                   |
| 19  | »Chance no Junban«        | AKB48         | »Chance no Junban«                             | glej                   |
| 20  | »Sakura no Ki ni Narō«    | AKB48         | »Sakura no Ki ni Narō«                         | glej                   |
| 21  | »Everyday, Katyusha«      | AKB48         | »Everyday, Katyusha«                           | glej                   |
| 21  | »Everyday, Katyusha«      | AKB48         | »Kore kara Wonderland«                         | glej predogled         |
| 22  | »Flying Get«              | AKB48         | »Flying Get«                                   | glej predogled         |
| 22  | »Flying Get«              | AKB48         | »Flying Get« (Dancing Version)                 | glej                   |
| 22  | »Flying Get«              | Under Girls   | »Dakishimecha Ikenai«                          | glej predogled         |
| 23  | »Kaze wa Fuiteiru«        | AKB48         | »Kaze wa Fuiteiru«                             |                        |
| 23  | »Kaze wa Fuiteiru«        | AKB48         | »Kaze wa Fuiteiru« (DANCE! DANCE! DANCE! ver.) | glej                   |
| 23  | »Kaze wa Fuiteiru«        | Under Girls   | »Kimi no Senaka«                               | glej predogled         |
| 24  | »Ue kara Mariko«          | AKB48         | »Ue kara Mariko«                               | glej                   |
| 24  | »Ue kara Mariko«          | AKB48         | »Noël no Yoru«                                 | glej predogled         |
| 25  | »GIVE ME FIVE!«           | AKB48         | »GIVE ME FIVE!«                                | glej                   |
| 25  | »GIVE ME FIVE!«           | Selection 6   | »Sweet & Bitter«                               | glej predogled         |
| 26  | »Manatsu no Sounds good!« | AKB48         | »Manatsu no Sounds good!« (Dance Ver.)         | glej                   |
| 26  | »Manatsu no Sounds good!« | AKB48         | »Gugutasu no Sora«                             | glej predogled         |
| 27  | »Gingham Check«           | AKB48         | »Gingham Check«                                | glej                   |
| 27  | »Gingham Check«           | AKB48         | »Yume no Kawa«                                 | glej predogled         |
| 27  | »Gingham Check«           | AKB48         | »Nante Bohemian«                               | glej predogled         |
| 28  | »UZA«                     | AKB48         | »UZA« (Dance Ver.)                             | glej                   |
| 28  | »UZA«                     | AKB48         | »Tsugi no Season«                              | glej predogled         |
| 29  | »Eien Pressure«           | AKB48         | »Eien Pressure«                                | glej predogled         |
| 29  | »Eien Pressure«           | NMB48         | »HA!«                                          | glej predogled         |
| 30  | »So long!«                | AKB48         | »So long!«                                     | glej predogled         |

## Nagrade
Seznam glavnih nagrad in nominacij, ki jih je prejela skupina AKB48.
| Leto | Nagrada                      | Kategorija                       | Delo                      | Rezultat |
| ---- | ---------------------------- | -------------------------------- | ------------------------- | -------- |
| 2011 | 53rd Japan Record Awards     | Grand Prix                       | »Flying Get«              | Osvojila |
| 2011 | Billboard Japan Music Awards | Artist of the Year               |                           | Osvojila |
| 2011 | Billboard Japan Music Awards | Top Pop Artists                  |                           | Osvojila |
| 2011 | Billboard Japan Music Awards | Hot 100 of the Year              | »Everyday, Katyusha«      | Osvojila |
| 2011 | Billboard Japan Music Awards | Hot 100 Single Sales of the Year | »Everyday, Katyusha«      | Osvojila |
| 2012 | 14th Mnet Asian Music Awards | Best Asian Artist Japan          | »Uza«                     | Osvojila |
| 2012 | Billboard Japan Music Awards | Artist of the Year               |                           | Osvojila |
| 2012 | Billboard Japan Music Awards | Top Pop Artists                  |                           | Osvojila |
| 2012 | Billboard Japan Music Awards | Hot 100 of the Year              | »Manatsu no Sounds good!« | Osvojila |
| 2012 | Billboard Japan Music Awards | Hot 100 Single Sales of the Year | »Manatsu no Sounds good!« | Osvojila |
| 2012 | 54th Japan Record Awards     | Grand Prix                       | »Manatsu no Sounds good!« | Osvojila |